# Équipe d'Autriche de hockey sur glace
Cet article traite de l'équipe masculine. Pour l'équipe féminine, voir Équipe d'Autriche féminine de hockey sur glace.
L'équipe d'Autriche de hockey sur glace est la sélection nationale de l'Autriche regroupant les meilleurs joueurs de hockey sur glace autrichiens lors des compétitions internationales. L'équipe évolue sous la tutelle de la Österreichischer Eishockeyverband.

## Effectif
| No    | Nom                    | Position       | Club                            |
| ----- | ---------------------- | -------------- | ------------------------------- |
| +003, | Peter Schneider        | Attaquant      | EC Red Bull Salzbourg           |
| +004, | Ramon Schnetzer        | Défenseur      | Pioneers Vorarlberg             |
| +005, | Thomas Raffl - C       | Attaquant      | EC Red Bull Salzbourg           |
| +007, | Brian Lebler           | Attaquant      | EHC Linz                        |
| +012, | David Maier            | Défenseur      | EC Klagenfurt AC                |
| +016, | Dominic Zwerger        | Attaquant      | Hockey Club Ambrì-Piotta        |
| +018, | Paul Stapelfeldt       | Défenseur      | EC Red Bull Salzbourg           |
| +019, | Vinzenz Rohrer         | Attaquant      | Zürcher Schlittschuh Club Lions |
| +021, | Lukas Haudum           | Attaquant      | Graz 99ers                      |
| +024, | Benjamin Baumgartner   | Attaquant      | Club des patineurs de Berne     |
| +026, | Oliver Ackermann       | Attaquant      | Hockey Club La Chaux-de-Fonds   |
| +030, | David Kickert          | Gardien de but | EC Red Bull Salzbourg           |
| +031, | Benedikt Oschgan       | Gardien de but | Växjö Lakers HC                 |
| +032, | Bernd Wolf - A         | Défenseur      | Eishockey Club Kloten           |
| +033, | Florian Vorauer        | Gardien de but | EC Klagenfurt AC                |
| +045, | Gregor Biber           | Défenseur      | Rögle BK                        |
| +048, | Lucas Thaler           | Attaquant      | EC Red Bull Salzbourg           |
| +052, | Paul Huber             | Attaquant      | Graz 99ers                      |
| +078, | Thimo Nickl            | Défenseur      | EC Klagenfurt AC                |
| +080, | Nikolaus Kraus         | Attaquant      | EC Red Bull Salzbourg           |
| +091, | Dominique Heinrich - A | Défenseur      | Capitals de Vienne              |
| +092, | Clemens Unterweger     | Défenseur      | EC Klagenfurt AC                |
| +095, | Lukas Kainz            | Attaquant      | Graz 99ers                      |
| +096, | Marco Kasper           | Attaquant      | Red Wings de Détroit            |

## Résultats

### Jeux olympiques
- 1920 - Ne participe pas
- 1924 - Ne participe pas
- 1928 - 5e place
- 1932 - Ne participe pas
- 1936 - 7e place (ex æquo)
- 1948 - 8e place
- 1952 - Non qualifié
- 1956 - 10e place
- 1960 - Non qualifié
- 1964 - 13e place
- 1968 - 13e place
- 1972 - Non qualifié
- 1976 - 8e place
- 1980 - Non qualifié
- 1984 - 10e place
- 1988 - 9e place
- 1992 - Non qualifié
- 1994 - 12e place
- 1998 - 14e place
- 2002 - 12e place
- 2006 - Non qualifié
- 2010 - Non qualifié
- 2014 - 10e place
- 2018 - Non qualifié
- 2022 - Non qualifié

### Championnats du monde
Les Jeux olympiques d'hiver tenus entre 1920 et 1968 comptent également comme les championnats du monde . Durant les Jeux Olympiques de 1980, 1984 et 1988 il n'y a pas eu de compétition du tout.
- 1930 - 4e place
- 1931 -
- 1933 - 4e place
- 1934 - 7e place
- 1935 - 6e place
- 1937 - Ne participe pas
- 1938 - 10e place
- 1939 - Ne participe pas
- 1947 -
- 1949 - 6e place
- 1950 - Ne participe pas
- 1951 - 11e place (4e du groupe B)
- 1952 - 11e place (2e du groupe B)
- 1953 - 6e place (3e du groupe B)
- 1954 - Ne participe pas
- 1955 - 12e place (3e du groupe B)
- 1956 - 10e place
- 1957 - 7e place
- 1958 - Ne participe pas
- 1959 - 15e place (3e du groupe B)
- 1961 - 14e place (6e du groupe B)
- 1962 - 10e place (2e du groupe B)
- 1963 - 16e place (1re du groupe C)
- 1964 - 13e place (5e du groupe B)
- 1965 - 13e place (5e place du groupe B)
- 1966 - 13e place (5e place du groupe B)
- 1967 - 14e place (6e place du groupe B)
- 1968 - 13e place (5e du groupe B)
- 1969 - 13e place (7e place du groupe B)
- 1970 - 15e place (1re du groupe C)
- 1971 - 13e place (7e place du groupe B)
- 1972 - 14e place (1re du groupe C)
- 1973 - 12e place (6e place du groupe B)
- 1974 - 14e place (8e place du groupe B)
- 1975 - 17e place (3e place du groupe C)
- 1976 - 17e place (1re du groupe C)
- 1977 - 17e place (9e place du groupe B)
- 1978 - 18e place (2e place du groupe B)
- 1979 - 15e place (7e place du groupe B)
- 1981 - 17e place (1re du groupe C)
- 1982 - 10e place (2e place du groupe B)
- 1983 - 11e place (3e place du groupe B)
- 1985 - 12e place (4e place du groupe B)
- 1986 - 14e place (6e place du groupe B)
- 1987 - 11e place (3e place du groupe B)
- 1989 - 14e place (6e place du groupe B)
- 1990 - 11e place (3e place du groupe B)
- 1991 - 13e place (5e place du groupe B)
- 1992 - 13e place (1er du groupe B)
- 1993 - 11e place
- 1994 - 8e place
- 1995 - 11e place
- 1996 - 12e place
- 1997 - 16e place (4e du groupe B)
- 1998 - 15e place
- 1999 - 10e place
- 2000 - 14e place
- 2001 - 11e place
- 2002 - 12e place
- 2003 - 10e place
- 2004 - 11e place
- 2005 - 16e place
- 2006 - 1er de Division I, Groupe B
- 2007 - 15e place
- 2008 - 1er de Division I, Groupe A
- 2009 - 14e place
- 2010 - 1er de Division I, Groupe A
- 2011 - 15e place
- 2012 - 2e la Division IA
- 2013 - 15e place
- 2014 - 2e la Division 1A
- 2015 - 15e place
- 2016 - 4e de la Division 1A
- 2017 - 1er de Division 1A
- 2018 - 14e place
- 2019 - 16e place
- 2020 - Annulé en raison du coronavirus
- 2021 - Annulé en raison du coronavirus
- 2022 - 11e place
- 2023 - 14e place
- 2024 - 10e place
- 2025 - 8e place

Note :  Promue ;  Reléguée

### Championnat d'Europe
- 1910 - 1911 - Ne participe pas
- 1912 - Tournoi annulé ()[5]
- 1913 -  4e place
- 1914 - 1924 - Seconde guerre mondiale et ne participe pas
- 1925 -
- 1926 -
- 1927 -
- 1929 -
- 1932 -

### Classement mondial
| Année     | Rang | Points | Progression |
| --------- | ---- | ------ | ----------- |
| 2003      | 12   | 2 970  |             |
| 2004      | 11   | 2 755  | +1          |
| 2005      | 11   | 2 430  | ±0          |
| Mai 2006  | 16   | 2 930  | -5          |
| 2007      | 17   | 2 695  | -1          |
| 2008      | 16   | 2 445  | +1          |
| 2009      | 16   | 2 285  | ±0          |
| Fév. 2010 | 14   | 2 995  | +2          |
| Mai 2010  | 14   | 2 935  | ±0          |
| 2011      | 15   | 2 730  | -1          |
| 2012      | 15   | 2 465  | ±0          |

| Année     | Rang | Points | Progression |
| --------- | ---- | ------ | ----------- |
| 2013      | 15   | 2 265  | ±0          |
| Fév. 2014 | 16   | 2 985  | -1          |
| Mai 2014  | 16   | 2 950  | ±0          |
| 2015      | 16   | 2 745  | ±0          |
| 2016      | 17   | 2 440  | -1          |
| 2017      | 16   | 2 205  | +1          |
| Fev. 2018 | 17   | 2 750  | -1          |
| Mai 2018  | 17   | 2 820  | ±0          |
| 2019      | 15   | 2 635  | +2          |
| 2020      | 17   | 2 415  | -2          |
| 2021      | 18   | 2 185  | -1          |
| 2022      | 15   | 2 900  | +3          |
| 2023      | 16   | 3 135  | -1          |

## Équipe des moins de 20 ans

### Championnats du monde junior
- 1979 - 5e du Groupe B
- 1980 - 1er du Groupe B
- 1981 - 8e place
- 1982 - 2e du Groupe B
- 1983 - 4e du Groupe B
- 1984 - 2e du Groupe B
- 1985 - 4e du Groupe B
- 1986 - 3e du Groupe B
- 1987 - 4e du Groupe B
- 1988 - 8e du Groupe B
- 1989 - 1er du Groupe C
- 1990 - 6e du Groupe B
- 1991 - 7e du Groupe B
- 1992 - 7e du Groupe B
- 1993 - 4e du Groupe B
- 1994 - 6e du Groupe B
- 1995 - 6e du Groupe B
- 1996 - 8e du Groupe B
- 1997 - 5e du Groupe C
- 1998 - 4e du Groupe C
- 1999 - 4e du Groupe C
- 2000 - 1er du Groupe C
- 2001 - 5e de la Division I
- 2002 - 2e de la Division I
- 2003 - 1er de la Division I, Groupe B
- 2004 - 9e place
- 2005 - 3e de la Division I, Groupe A
- 2006 - 5e de la Division I, Groupe B
- 2007 - 2e de la Division I, Groupe B
- 2008 - 2e de la Division I, Groupe A
- 2009 - 1er de la Division I, Groupe B
- 2010 - 10e place
- 2011 - 3e de la Division I, Groupe B
- 2012 - 5e de la Division IA
- 2013 - 5e de la Division IA
- 2014 - 4e de la Division IA
- 2015 - 5e de la Division IA
- 2016 - 2e de la Division IA
- 2017 - 5e de la Division IA
- 2018 - 5e de la Division IA
- 2019 - 5e de la Division IA
- 2020 - 1re de la Division IA
- 2021 - 10e place
- 2022 - 10e place
- 2023 - 10e place
- 2024 - 4e place de la Division IA
- 2025 - 2e place de la Division IA

## Équipe des moins de 18 ans

### Championnats du monde moins de 18 ans
L'équipe des moins de 18 ans participe dès la première édition.
- 1999 - 2e du Groupe B
- 2000 - 2e du Poule B
- 2001 - 2e de Division I
- 2002 - 3e de Division I
- 2003 - 5e de la Division I, Groupe B
- 2004 - 3e de la Division I, Groupe A
- 2005 - 5e de la Division I, Groupe A
- 2006 - 5e de la Division I, Groupe A
- 2007 - 5e de la Division I, Groupe A
- 2008 - 3e de la Division I, Groupe B
- 2009 - 3e de la Division I, Groupe B
- 2010 - 6e de la Division I, Groupe A
- 2011 - 1re de la Division II, Groupe A
- 2012 - 3e de la Division I, Groupe B
- 2013 - 3e de la Division IB
- 2014 - 3e de la Division IB
- 2015 - 1re de la Division IB
- 2016 - 6e de la Division IA
- 2017 - 2e de la Division IB
- 2018 - 2e de la Division IB
- 2019 - 2e de la Division IB
- 2020 - Annulé en raison du coronavirus
- 2021 - Annulé en raison du coronavirus
- 2022 - 5e de la Division IB
- 2023 - 1er place de la Division IB
- 2024 - 3e place de la Division IA
- 2025 - 6e de la Division IA